# Премијер турнири WTA
Премијер турнири су нова категорија тениских турнира Женске тениске асоцијације. Турнири замјењују турнире I и II категорије, али и смањују број турнира на 20 (са 26 турнира I и II категорије). Турнири III и  категорије су замијењени Међународним турнирима.
Премијер турнири се дијеле на:
- Четири „Обавезна Премијер“ турнира, са минималним финансијским обавезама 4.828.050 долара : Индијан Велс, Мајами, Мадрид и Пекинг. Победнице ових турнира добијају 1.000 ВТА поена.
- Пет „Премијер 5“ турнира, са минималним финансијским обавезама 2.168.400 долара: Доха, Рим, Синсинати, Торонто/Монтреал и Вухан. Победнице ових турнира добијају 900 ВТА поена.
- Дванаест „Премијер“ турнира, са наградним фондом од 600.000-1.000.000 долара: Бризбејн, Сиднеј, Санкт Петербург, Дубаи, Чарлстон, Штутгарт, Бирмингем, Истборн, Станфорд, Њу Хејвен, Токио, Москва. Победницама ових турнира припада 470 ВТА поена.

## Турнири
| Категорије 2012.  |
| ----------------- |
| Обавезни Премијер |
| Премијер 5        |
| Премијер          |

| Турнир       | Званични назив турнира     | Град               | Држава           | Подлога*      | Финансијске обавезе $** | Садашња побједница |
| Бризбејн     | Brisbane International     | Бризбејн           | Аустралија       | Тврда         | 655.000                 | Каја Канепи        |
| Сиднеј       |                            | Сиднеј             | Аустралија       | Тврда         | 637.000                 | Викторија Азаренка |
| Париз        |                            | Париз              | Француска        | Тврда (двор.) | 637.000                 | Анџелик Кербер     |
| Доха         |                            | Доха               | Катар            | Тврда         | 2.168.400               | Викторија Азаренка |
| Дубаи        |                            | Дубаи              | УАЕ              | Тврда         | 2.000.000               | Агњешка Радвањска  |
| Индијан Велс |                            | Индијан Велс       | Сједињене Државе | Тврда         | 4.828.050               | Викторија Азаренка |
| Мајами       |                            | Ки Бискејн         | Сједињене Државе | Тврда         | 4.828.050               | Агњешка Радвањска  |
| Чарлстон     |                            | Чарлстон           | Сједињене Државе | Шљака         | 740.000                 | Серена Вилијамс    |
| Штутгарт     |                            | Штутгарт           | Њемачка          | Шљака (двор.) | 740.000                 | Марија Шарапова    |
| Мадрид       |                            | Мадрид             | Шпанија          | Шљака         | 4.828.050               | Серена Вилијамс    |
| Рим          |                            | Рим                | Италија          | Шљака         | 2.168.400               | Марија Шарапова    |
| Брисел       |                            | Брисел             | Белгија          | Шљака         | 637.000                 | Агњешка Радвањска  |
| Истборн      |                            | Истборн            | УК               | Трава         | 637.000                 | Тамира Пашек       |
| Стенфорд     | -{Bank of the West Classic | Стенфорд           | Сједињене Државе | Тврда         | 740.000                 | Серена Вилијамс    |
| Сан Дијего   | }-                         | Сан Дијего         | Сједињене Државе | Тврда         | 740.000                 | Агњешка Радвањска  |
| Канада       |                            | Торонто / Монтреал | Канада           | Тврда         | 2.168.400               | Серена Вилијамс    |
| Синсинати    |                            | Масон              | Сједињене Државе | Тврда         | 2.168.400               | Марија Шарапова    |
| Њу Хејвен    |                            | Њу Хевен           | Сједињене Државе | Тврда         | 637.000                 | Каролина Возњацки  |
| Токио        |                            | Токио              | Јапан            | Тврда         | 2.168.400               | Агњешка Радвањска  |
| Пекинг       |                            | Пекинг             | Кина             | Тврда         | 4.828.050               | Агњешка Радвањска  |
| Москва       |                            | Москва             | Русија           | Тврда (двор.) | 740.000                 | Доминика Цибулкова |

*Турнири се играју на отвореним теренима, осим гдје је назначено (двор. = дворана); турнир у Чарлстону се игра на зеленој, турнир у Мадриду на плавој, а турнири у Штутгарту, Риму и Бриселу на црвеној шљаци

**Финансијске обавезе укључују новчану награду за тенисерке, додатни фонд на појединим турнирима и трошкове рекламирања турнира

## Бивши турнири
| Турнир      | Званични назив турнира | Град        | Држава           | Подлога | Финансијске обавезе $ | Нови турнир* | Посљедња година** |
| Варшава     |                        | Варшава     | Пољска           | Шљака   | 600.000               | Брисел       | 2010.             |
| Лос Анђелес |                        | Лос Анђелес | Сједињене Државе | Тврда   | 700.000               | Сан Дијего   | 2009.             |

* турнир који се одржава у исто вријеме када се одржавао турнир који је укинут

## Расподјела поена 2012.[1]
| Категорија (жреб) | Категорија (жреб)        | П    | Ф   | ПФ  | ЧФ  | Р16 | Р32 | Р64 | Р128 | КВ | КВ 3 | КВ 2 | КВ 1 |
| ----------------- | ------------------------ | ---- | --- | --- | --- | --- | --- | --- | ---- | -- | ---- | ---- | ---- |
| Обавезни Премијер | Појединачно 96           | 1000 | 700 | 450 | 250 | 140 | 80  | 50  | 5    | -  | -    | -    | -    |
| Обавезни Премијер | Појединачно 64           | 1000 | 700 | 450 | 250 | 140 | 80  | 5   | -    | -  | -    | -    | -    |
| Обавезни Премијер | Парови 28/32             | 1000 | 700 | 450 | 250 | 140 | 5   | -   | -    | -  | -    | -    | -    |
| Премијер 5        | Појединачно 56, квал. 64 | 900  | 620 | 395 | 225 | 125 | 70  | 1   | -    | 30 | 20   | 12   | 1    |
| Премијер 5        | Појединачно 56, квал. 32 | 900  | 620 | 395 | 225 | 125 | 70  | 1   | -    | 30 | -    | 20   | 1    |
| Премијер 5        | Парови (28)              | 900  | 620 | 395 | 225 | 125 | 1   | -   | -    | -  | -    | -    | -    |
| Премијер 5        | Парови (16)              | 900  | 620 | 395 | 225 | 1   | -   | -   | -    | -  | -    | -    | -    |
| Премијер          | Појединачно (56)         | 470  | 320 | 200 | 120 | 60  | 40  | 1   | -    | 12 | -    | 8    | 1    |
| Премијер          | Појединачно (32)         | 470  | 320 | 200 | 120 | 60  | 1   | -   | -    | 20 | 12   | 8    | 1    |
| Премијер          | Парови (16)              | 470  | 320 | 200 | 120 | 1   | -   | -   | -    | -  | -    | -    | -    |

## Историја
Серија турнира је уведена 2009, са три поткатегорије: Обавезни премијер, Премијер 5 и Премијер. Укупне финансијске обавезе турнира биле су: Обавезни премијер – 4.500.000 $; Премијер 5 – 2.000.000 $; и Премијер – четири турнира 600.000 $, четири 700.000 $, а два 1.000.000 $. Наредне године је укинуто Тениско првенство Лос Анђелеса, а умјесто њега се одржава Отворено првенство Сан Дијега. 2011. су увећане финансијске обавезе турнира, Премијер 5 – 2.050.000; Премијер – пет турнира 618.000, а шест турнира 721.000. Укинут је турнир у Варшави, а умјесто њега се одржава Отворено првенство Брисела. Такође, турнир у Дохи је обновљен након паузе од двије године. Планирано је да турнир у Дохи од 2012. буде Премијер 5, а да се категорија Тениског првенства Дубаија смањи на Премијер. Турнир на почетку сезоне, Међународно првенство Бризбејна, који је до сада припадао међународним турнирима, унапријеђен је у Премијер турнир, са новчаном наградом 655.000 $ 2012. године, а 2013. 1.000.000 $.

## Обавезни турнири за најбоље тенисерке
Тенисерке које заврше сезону међу првих десет обавезне су да наредне године учествују на сва четири Обавезна Премијер турнира, на четири од пет Премијер 5 турнира (с тим што у току двије сезоне морају играти на свим Премијер 5 турнирима) и на два Премијер 700 турнира. Ако тенисерке из првих десет учествују на свим обавезним турнирима и на петом Премијер 5 турниру могу добити бонус, који варира у зависности од пласмана тенисерке. Тенисерка која је сезону завршила на првом мјесту може добити бонус до 1.000.000 долара, а тенисерка која је завршила сезону на десетом мјесту може добити до 250.000 долара.
Ако тенисерка не учествује на неком од обавезних десет турнира, 0 поена које је добила ће се рачунати као један од њених 16 најбољих резултата.
На Премијер 700 турниру могу учествовати једна тенисерка из првих шест и двије из првих десет или двије из првих шест. Међутим, ако се укупне финансијске обавезе турнира повећају са минималних 740.000, може учествовати више тенисерки из првих шест. За финансијске обавезе од 1.000.000 долара могу учествовати три тенисерке из првих 6, за 1.400.000 четири, за 1.900.000 пет, за 2.400.000 свих шест.

## Резултати

### 2009.
| Турнир            | Побједница         | Финалисткиња       | Резултат         |
| ----------------- | ------------------ | ------------------ | ---------------- |
| Обавезни Премијер |                    |                    |                  |
| Индијан Велс      | Вера Звонарјова    | Ана Ивановић       | 7–6(5), 6–2      |
| Мајами            | Викторија Азаренка | Серена Вилијамс    | 6–3, 6–1         |
| Мадрид            | Динара Сафина      | Каролина Возњацки  | 6–2, 6–4         |
| Пекинг            | Светлана Кузњецова | Агњешка Радванска  | 6–2, 6–4         |
| Премијер 5        |                    |                    |                  |
| Дубаи             | Винус Вилијамс     | Виржини Разано     | 6–4, 6–2         |
| Рим               | Динара Сафина      | Светлана Кузњецова | 6–3, 6–2         |
| Синсинати         | Јелена Јанковић    | Динара Сафина      | 6–4, 6–2         |
| Канада (Торонто)  | Јелена Дементјева  | Марија Шарапова    | 6–4, 6–3         |
| Токио             | Марија Шарапова    | Јелена Јанковић    | 5–2, предала     |
| Премијер          |                    |                    |                  |
| Сиднеј            | Јелена Дементјева  | Динара Сафина      | 6–3, 2–6, 6–1    |
| Париз             | Амели Моресмо      | Јелена Дементјева  | 7–6(7), 2–6, 6–4 |
| Чарлстон          | Забине Лизики      | Каролина Возњацки  | 6–2, 6–4         |
| Штутгарт          | Светлана Кузњецова | Динара Сафина      | 6–4, 6–3         |
| Варшава           | Александра Дулгеру | Алона Бондаренко   | 7–6(3), 3–6, 6–0 |
| Истборн           | Каролина Возњацки  | Виржини Разано     | 7–6, 7–5         |
| Стенфорд          | Марион Бартоли     | Винус Вилијамс     | 6–2, 5–7, 6–4    |
| Лос Анђелес       | Флавија Пенета     | Саманта Стосур     | 6–4, 6–3         |
| Њу Хевен          | Каролина Возњацки  | Јелена Веснина     | 6–2, 6–4         |
| Москва            | Франческа Скјавоне | Олга Говорцова     | 6–3, 6–0         |

### 2010.
| Турнир            | Побједница                  | Финалисткиња       | Резултат         |
| ----------------- | --------------------------- | ------------------ | ---------------- |
| Обавезни Премијер |                             |                    |                  |
| Индијан Велс      | Јелена Јанковић             | Каролина Возњацки  | 6–2, 6–4         |
| Мајами            | Ким Клајстерс               | Винус Вилијамс     | 6–2, 6–1         |
| Мадрид            | Араван Резај                | Винус Вилијамс     | 6–2, 7–5         |
| Пекинг            | Каролина Возњацки           | Вера Звонарјова    | 6–3, 3–6, 6–3    |
| Премијер 5        |                             |                    |                  |
| Дубаи             | Винус Вилијамс              | Викторија Азаренка | 6–3, 7–5         |
| Рим               | Марија Хосе Мартинез Санчез | Јелена Јанковић    | 7–6(5), 7–5      |
| Синсинати         | Ким Клајстерс               | Марија Шарапова    | 2–6, 7–6(4), 6–2 |
| Канада (Монтреал) | Каролина Возњацки           | Вера Звонарјова    | 6–3, 6–2         |
| Токио             | Каролина Возњацки           | Јелена Дементјева  | 1–6, 6–2, 6–3    |
| Премијер          |                             |                    |                  |
| Сиднеј            | Јелена Дементјева           | Серена Вилијамс    | 6–3, 6–2         |
| Париз             | Јелена Дементјева           | Луција Шафарова    | 6–7(5), 6–1, 6–4 |
| Чарлстон          | Саманта Стосур              | Вера Звонарјова    | 6–0, 6–3         |
| Штутгарт          | Жистин Енен                 | Саманта Стосур     | 6–4, 2–6, 6–1    |
| Варшава           | Александра Дулгеру          | Ђе Џенг            | 6–3, 6–4         |
| Истборн           | Јекатарина Макарова         | Викторија Азаренка | 7–6(5), 6–4      |
| Стенфорд          | Викторија Азаренка          | Марија Шарапова    | 6–4, 6–1         |
| Сан Дијего        | Светлана Кузњецова          | Агњешка Радвањска  | 6–4, 6–7(7), 6–3 |
| Њу Хејвен         | Каролина Возњацки           | Нађа Петрова       | 6–3, 3–6, 6–3    |
| Москва            | Викторија Азаренка          | Марија Кириленко   | 6–3, 6–4         |

### 2011.
| Турнир            | Побједница         | Финалисткиња       | Резултат         |
| ----------------- | ------------------ | ------------------ | ---------------- |
| Обавезни Премијер |                    |                    |                  |
| Индијан Велс      | Каролина Возњацки  | Марион Бартоли     | 6–1, 2–6, 6–3    |
| Мајами            | Викторија Азаренка | Марија Шарапова    | 6–1, 6–4         |
| Мадрид            | Петра Квитова      | Викторија Азаренка | 7–6(3), 6–4      |
| Пекинг            | Агњешка Радвањска  | Андреа Петковић    | 7–5, 0–6, 6–4    |
| Премијер 5        |                    |                    |                  |
| Дубаи             | Каролина Возњацки  | Светлана Кузњецова | 6–1, 6–3         |
| Рим               | Марија Шарапова    | Саманта Стосур     | 6–2, 6–4         |
| Канада (Торонто)  | Серена Вилијамс    | Саманта Стосур     | 6–4, 6–2         |
| Синсинати         | Марија Шарапова    | Јелена Јанковић    | 4–6, 7–6(3), 6–3 |
| Токио             | Агњешка Радвањска  | Вера Звонарјова    | 6–3, 6–2         |
| Премијер          |                    |                    |                  |
| Сиднеј            | Ли На              | Ким Клајстерс      | 7–6(3), 6–3      |
| Париз             | Петра Квитова      | Ким Клајстерс      | 6–4, 6–3         |
| Доха              | Вера Звонарјова    | Каролина Возњацки  | 6–4, 6–4         |
| Чарлстон          | Каролина Возњацки  | Јелена Веснина     | 6–2, 6–3         |
| Штутгарт          | Јулија Гергес      | Каролина Возњацки  | 7–6(3), 6–3      |
| Брисел            | Каролина Возњацки  | Пенг Шуеј          | 2–6, 6–3, 6–3    |
| Истборн           | Марион Бартоли     | Петра Квитова      | 6–1, 4–6, 7–5    |
| Стенфорд          | Серена Вилијамс    | Марион Бартоли     | 7–5, 6–1         |
| Сан Дијего        | Агњешка Радвањска  | Вера Звонарјова    | 6–3, 6–4         |
| Њу Хејвен         | Каролина Возњацки  | Петра Цетковска    | 6–4, 6–1         |
| Москва            | Доминика Цибулкова | Каја Канепи        | 3–6, 7–6(1), 7–5 |

### 2012.
| Турнир            | Побједница         | Финалисткиња       | Резултат           |
| ----------------- | ------------------ | ------------------ | ------------------ |
| Обавезни Премијер |                    |                    |                    |
| Индијан Велс      | Викторија Азаренка | Марија Шарапова    | 6–2, 6–3           |
| Мајами            | Агњешка Радвањска  | Марија Шарапова    | 7–5, 6–4           |
| Мадрид            | Серена Вилијамс    | Викторија Азаренка | 6–1, 6–3           |
| Пекинг            | Викторија Азаренка | Марија Шарапова    | 6–3, 6–1           |
| Премијер 5        |                    |                    |                    |
| Доха              | Викторија Азаренка | Саманта Стосур     | 6–1, 6–2           |
| Рим               | Марија Шарапова    | Ли На              | 4–6, 6–4, 7–6(7–5) |
| Монтреал          | Петра Квитова      | Ли На              | 7–5, 2–6, 6–3      |
| Синсинати         | Ли На              | Анџелик Кербер     | 1–6, 6–3, 6–1      |
| Токио             | Нађа Петрова       | Агњешка Радвањска  | 6–0, 1–6, 6–3      |
| Премијер          |                    |                    |                    |
| Бризбејн          | Каја Канепи        | Данијела Хантухова | 6–2, 6–1           |
| Сиднеј            | Викторија Азаренка | Ли На              | 6–2, 1–6, 6–3      |
| Париз             | Анџелик Кербер     | Марион Бартоли     | 7–6(3), 5–7, 6–3   |
| Дубаи             | Агњешка Радвањска  | Јулија Гергес      | 7–5, 6–4           |
| Чарлстон          | Серена Вилијамс    | Луција Шафаржова   | 6–0, 6–1           |
| Штутгарт          | Марија Шарапова    | Викторија Азаренка | 6–1, 6–4           |
| Брисел            | Агњешка Радвањска  | Симона Халеп       | 7–5, 6–0           |
| Истборн           | Тамира Пашек       | Анџелик Кербер     | 5–7, 6–3, 7–5      |
| Стенфорд          | Серена Вилијамс    | Коко Вандевеј      | 7–5, 6–3           |
| Сан Дијего        | Доминика Цибулкова | Марион Бартоли     | 6–1, 7–5           |
| Њу Хејвен         | Петра Квитова      | Марија Кириленко   | 7–6(11–9), 7–5     |
| Москва            | Каролина Возњацки  | Саманта Стосур     | 6–2, 4–6, 7–5      |

## Побједнице

### Обавезни Премијер
| Година | Индијан Велс     | Мајами          | Мадрид            | Пекинг          |
| ------ | ---------------- | --------------- | ----------------- | --------------- |
| 2009.  | Звонарјова (1/1) | Азаренка (1/3)  | Сафина (1/1)      | Кузњецова (1/1) |
| 2010.  | Јанковић (1/1)   | Клајстерс (1/1) | Резе (1/1)        | Возњацки (1/2)  |
| 2011.  | Возњацки (2/2)   | Азаренка (2/3)  | Квитова (1/1)     | Радвањска (1/2) |
| 2012.  | Азаренка (3/3)   | Радвањска (2/2) | С. Вилијамс (1/1) |                 |

### Премијер 5
| Година | Доха           | Дубаи             | Рим            | Синсинати       | Канада            | Токио           |
| ------ | -------------- | ----------------- | -------------- | --------------- | ----------------- | --------------- |
| 2009.  | —              | В. Вилијамс (1/2) | Сафина (1/1)   | Јанковић (1/1)  | Дементјева (1/1)  | Шарапова (1/4)  |
| 2010.  | —              | В. Вилијамс (2/2) | Мартинез (1/1) | Клајстерс (1/1) | Возњацки (1/3)    | Возњацки (2/3)  |
| 2011.  | Премијер 700   | Возњацки (3/3)    | Шарапова (2/4) | Шарапова (3/4)  | С. Вилијамс (1/1) | Радвањска (1/1) |
| 2012.  | Азаренка (1/1) | Премијер 700      | Шарапова (4/4) |                 |                   |                 |

### Премијер
|       |                  | Сиднеј           | Париз            |                 | Чарлстон          | Штутгарт       | Варшава         | Истборн           | Стенфорд        | Лос Анђелес    | Њу Хејвен       | Москва |
| ----- | ---------------- | ---------------- | ---------------- | --------------- | ----------------- | -------------- | --------------- | ----------------- | --------------- | -------------- | --------------- | ------ |
| 2009. | Дементјева (1/2) | Моресмо (1/1)    | Лизики (1/1)     | Кузњецова (1/2) | Дулгеру (1/2)     | Возњацки (1/6) | Бартоли (1/2)   | Пенета (1/1)      | Возњацки (2/6)  | Скјавоне (1/1) |                 |        |
|       | Сиднеј           | Париз            | Чарлстон         | Штутгарт        | Варшава           | Истборн        | Стенфорд        | Сан Дијего        | Њу Хејвен       | Москва         |                 |        |
| 2010. | Дементјева (2/3) | Дементјева (3/3) | Стосур (1/1)     | Енен (1/1)      | Дулгеру (2/2)     | Макарова (1/1) | Азаренка (1/3)  | Кузњецова (2/2)   | Возњацки (3/6)  | Азаренка (2/3) |                 |        |
|       | Сиднеј           | Париз            | Доха             | Чарлстон        | Штутгарт          | Брисел         | Истборн         | Стенфорд          | Сан Дијего      | Њу Хејвен      | Москва          |        |
| 2011. | Ли (1/1)         | Квитова (1/1)    | Звонарјова (1/1) | Возњацки (4/6)  | Гергес (1/1)      | Возњацки (5/6) | Бартоли (2/2)   | С. Вилијамс (1/2) | Радвањска (1/3) | Возњацки (6/6) | Цибулкова (1/1) |        |
|       | Бризбејн         | Сиднеј           | Париз            | Дубаи           | Чарлстон          | Штутгарт       | Брисел          | Истборн           | Стенфорд        | Сан Дијего     | Њу Хејвен       | Москва |
| 2012. | Канепи (1/1)     | Азаренка (3/3)   | Кербер (1/1)     | Радвањска (2/3) | С. Вилијамс (2/2) | Шарапова (1/1) | Радвањска (3/3) | Пашек (1/1)       |                 |                |                 |        |